# Чанышев, Анвер Хайдарович
Анвер Хайдарович Чанышев (2 октября 1924 — 27 апреля 2017) — начальник Центрального спортивного клуба Армии (ЦСКА) с 1968 по 1971 год. Участник Великой Отечественной войны, полковник. Заслуженный работник физической культуры Российской Федерации.

## Биография
Родился 2 октября в 1924 года в деревне Кузеево ныне Буздякского района Башкирии. Происходит из татарского княжеского рода Чанышевых. После раскулачивания семьи в 1931 году определен в детский дом. В 1934 году семья переехала в Москву. Учился в общеобразовательной татарской школе № 16, после окончания 10 классов в 1942 году поступил в Уфимское пехотное училище.
Училище окончил 15 апреля 1943 года, после чего направлен на Юго-Западный фронт. Командовал взводом 810-го стрелкового полка 394-й стрелковой дивизии. За форсирование Днепра был награждён орденом Красного Знамени. В боях на плацдарме был тяжело ранен. После излечения командовал танково-десантной ротой 96-й танковой бригады.

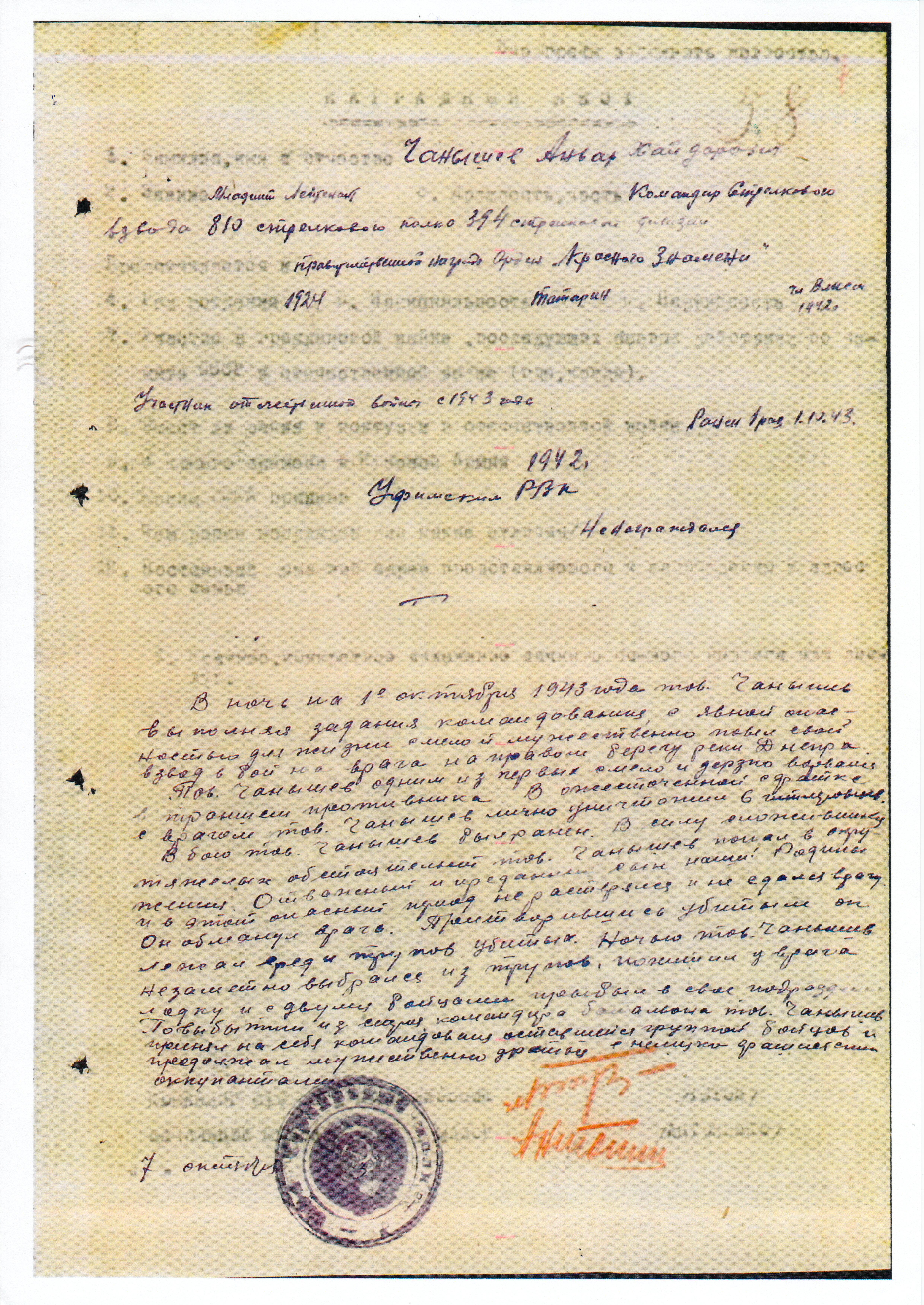

За отличие в Ясско-Кишинёвской операции награждён орденом Красной Звезды. В боях был вторично тяжело ранен. Боевой путь лейтенант Чанышев завершил в Болгарии в должности помощника начальника штаба танкового батальона.
В 1949 году окончил Краснознаменный военный институт физической культуры им. Ленина, исполнял обязанности начальника физической подготовки дивизии, 38‑й армии, а также Прикарпатского военного округа.
С 1962 года — заместитель начальника Центрального спортивного клуба армии в Москве.
С 1968 года — начальник ЦСКА. Под руководством Чанышева в это время работали такие известные тренеры, как Анатолий Тарасов, Александр Гомельский, Всеволод Бобров, Валентин Николаев, Станислав Жук, Шамиль Тарпищев, Нагим Хуснутдинов.
С 1971 года — первый заместитель председателя спортивного комитета Министерства обороны СССР.
В 1979 году уволен в запас и исполняет обязанности заместителя руководителя начальника спортивных программ Олимпиады-80.
С 1982 года работает в органах образования по вопросам физической культуры (г. Москва). С 2000 года — заместитель директора Центра военно-патриотического и гражданского воспитания Департамента образования города Москвы.
С 1971 по 1983 год — председатель Федерации фехтования СССР.
В разное время был членом Международного олимпийского комитета, а также состоял в президиуме Спортивного комитета РСФСР.
До 2016 года полковник в отставке Чанышев являлся заместителем директора Центра военно-патриотического и гражданского воспитания Департамента образования города Москвы, членом Совета Национально-культурной автономии татар Москвы.
С 2016 года на пенсии.
Скончался 27 апреля 2017 года, в Москве. Прощание и похороны прошли 2 мая на Федеральном военном мемориальном кладбище в Мытищах.

## Семья
Анвер Хайдарович Чанышев был женат вторым браком на Людмиле Яковлевне Чанышевой. Сын Чанышев Тимур Анверович  (род. 1985), работает адвокатом.

## Награды и звания
- Орден Красного Знамени
- Орден Красной Звезды
- Орден Отечественной войны I степени
- Орден «За службу Родине в Вооруженных силах СССР» III степени
- 36 медалей, в том числе Болгарии, Германии, Польши
- Заслуженный работник физической культуры Российской Федерации